# Fluitschip

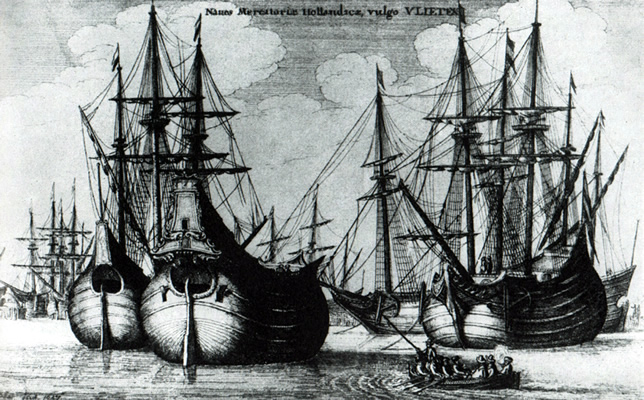
Hollandse fluitschepen in de 17e eeuw (Wenzel Hollar, 1647).

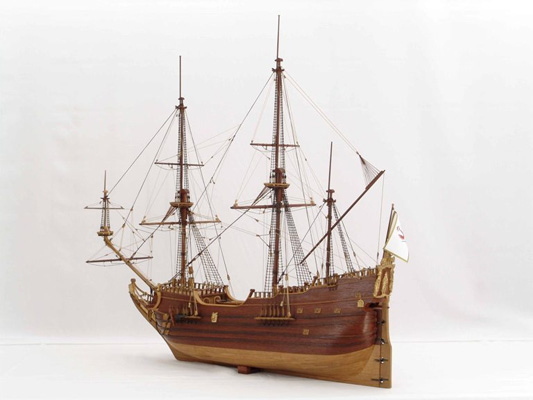
Model van een fluit.

Model in de collectie van het Sjöhistoriska.

Een fluitschip of fluit (fluytschip, fluyt) is een lang type zeilschip met drie masten, een platte bodem, een brede buik, een smal dek en een ronde achtersteven dat werd gebouwd in de 17e en 18e eeuw. Het werd hoofdzakelijk gebruikt om vracht te vervoeren.

## Kenmerken
Het fluitschip ontstond in Hoorn, Noord-Holland aan het einde van de 16e eeuw uit experimenten met het verlengen van bestaande schepen. Schepen met deze verlengde romp, ook wel Hoornse gaings genoemd, ontstonden al in 1588.
Pieter Jansz Vael, bekend als de koopman Pieter Jansz. Liorne, droeg in 1595 bij aan het ontwerp van een nog slanker onbewapend schip. Met een steile boeg en achterschip, een laag zwaartepunt dat voor meer stabiliteit zorgde, drie masten die kleine, gemakkelijk te hanteren zeilen droegen en een kleinere bemanning, kon de fluit een grotere lading vervoeren dan zijn buitenlandse concurrenten. Het fluitschip werd een succes,  fluiten maakten uiteindelijk het grootste deel uit van de Nederlandse koopvaardijvloot.
Kenmerkend waren een rond, met een hakkebord versierd achterschip en een invallend bovenboord, dat het schip zijn peervorm gaf. Voor die vorm was een belangrijke economische reden: aan de Sont werd tol geheven. De hoogte van de Sonttol hing volgens Nicolaes Witsen af van de breedte van het dek. Door het smalle dek boven het brede ruim kon een maximale lading tegen een minimale tol worden vervoerd. Deze manier om tol te berekenen bleef tot 1669 in gebruik. Schepen die daarna werden gebouwd kregen een breder dek.
De fluit was bijzonder geschikt voor de handelsvaart in Europa door het beperkte aantal bemanningsleden dat nodig was om het te zeilen (ongeveer twaalf tegen ongeveer dertig voor andere typen schepen van vergelijkbare afmetingen) en de geringe diepgang. Tevens was de fluit sneller en stabieler dan veel andere schepen, en had hij meer laadvermogen. Het laadvermogen steeg gedurende de eeuw van 100 last tot 180 last, en per bemanningslid van 9 à 10 last naar 13 tot 14 last. Het schip werd dan ook een van de belangrijkste scheepstypen voor de Nederlandse internationale scheepvaart. Op de Hollandse en Zeeuwse scheepswerven werden er vier- tot vijfhonderd per jaar gebouwd. Dat werd toentertijd onder andere ook mogelijk door de technische vernieuwing van de houtzaagmolen. Door het mechanische zagen konden fluitschepen snel en goedkoop worden geproduceerd.
De eerste fluiten hadden een lengte/breedte-verhouding van 4 op 1, slanker dan de 3 op 1 verhouding van de meeste schepen uit die tijd. Latere varianten van de fluit konden een slankheid van 6 op 1 hebben. De tuigage was gelijk aan die van andere driemasters: een fokkemast en een grote mast met elk maximaal drie razeilen, en een bezaanmast met een latijnzeil en soms een kruiszeil. Bij de boegspriet werden nog één of twee blinden gevoerd. Fluiten waren licht- of onbewapend. Fluitschepen hadden woon- en slaapvertrekken die gedeeld werden door de gehele bemanning.
Het fluitschip vond ook navolging in Duitsland (Fleute), Engeland (fluyt) en Zweden (flöjt).

## Soorten fluitschepen
De volgende soorten fluiten werden onderscheiden:
- Oostervaerders voeren op landen rond de Oostzee. Er zijn er veel gebouwd omdat het Oostzeegebied voor de Hollandse handel van groot belang was.
- Noortsvaerders of Houthaalders voeren op Noorwegen, het Oostzee-gebied en Rusland. Ze hadden in het achterschip een afsluitbaar gat waardoor hout kon worden in- en uitgeladen.
- Groenlants Vaerders waren bestemd voor de walvisvaart. De scheepshuid van het voorschip was extra verstevigd met het oog op ijsschotsen. Op het achterschip was een hijsinstallatie waarmee de walvissloepen uitgezet en binnengehaald werden.
- Fransvaerders voeren op Frankrijk. Ze waren voorzien van een galjoen (een kleine uitbouw aan de boeg van het schip, waar zich de scheepstoiletten bevonden).
- Spaensvaerders voeren op het Iberisch Schiereiland. Ze waren voorzien van een galjoen.
- Straetsvaerders voeren op het Middellandse Zeegebied. Ze waren voorzien van een galjoen. De vorm van het schip, met het invallend bovenboord, maakte het moeilijk voor Barbarijse piraten te enteren.
- Oostindis Vaerders voeren op Azië. Ze werden door de VOC gebruikt. De fluit was eigenlijk niet geschikt om in de tropen te varen: door de hitte konden de sterk gebogen planken barsten. Daarom werden deze fluiten "veel steviger gemaeckt" (Witsen). Ze hadden een galjoen.
- Westindis Vaerders voeren op Afrika en Amerika. Ze werden door de WIC gebruikt. Ze waren voorzien van een galjoen.
- Suikerfluit, minder planken op de bovenkant, zodat er meer suiker in kon

De hekboot en het katschip zijn varianten op de fluit. Na de Franse tijd werd de plaats van de fluit ingenomen door de galjoot, waarin de rompvorm van de fluit nog herkenbaar is.

## Het fluitschip in de cultuur
De roman Het eiland van de vorige dag van Umberto Eco speelt zich gedeeltelijk af op een fluitschip in de 17e eeuw.